# الحرام (رواية)
الحرام هي إحدى روايات الكاتب المصري يوسف إدريس، نُشرت عام 1959م، الرواية التي صور فيها حياة عمال التراحيل وهم فئة مهمشة من طبقة الكادحين في المجتمع القروى المصري.

## فكري أفندي
فكري أفندي هو ناظر التفتيش الزراعى في العزبة، وفي التالى فهو المسؤول عن أراضي التفتيش، كانت له علاقات غير شريفة مع كثيرات من النساء. كان فكري أفندي يحتقر الغرابوة (عمال التراحيل) ويعاملهم معاملة فظة سيئة مستغلا سلطته كقائد لفرق العمل.
تحدث يوسف إدريس عن (الغرابوة) في الرواية عندما حدثت واقعة أم اللقيط، فقد شك في أن تكون أم اللقيط هي واحدة منهم. والغرابوة هم عمال التراحيل الفقراء الغرباء عن العزبة وأهلها الذين يأتون من بلادهم للعمل في الموسم الزراعي بمنطقة العمل في التفتيش من أجل أن يحصل كل منهم على بضعة قروش لا تكاد تقيم أوده، هذا الاسم «الغرابوة» يطلقه أهل العزبة (أهل التفتيش) على هؤلاء البؤساء، فأهل التفتيش يملكون النقود والأرض والبهائم ويرتدون الملابس النظيفة لذا فهم يحتقرون الغرابوة وينظرون إليهم وكأنهم مجرد نفايات.

## اسلوب الكاتب في الرواية
بداية درامية: بدأت القصة بشكل درامي، أي بدأت في الحدث الرئيسي – الذروة- ، الذي هو إيجاد اللقيط. وهدف هذه البداية هو تشويق القارئ وجعل عدة أسئلة تتبادر إلى ذهنه مثل: من؟ لماذا؟ كيف؟ ومتى؟ حدث ما حدث.
الشخصيات: عمد الكاتب في القصة إلى التنويع في الشخصيات. فكل شخصية هي مختلفة ومميزة وقد وصفها بشكل يجعل القارئ يرسمها في ذهنه بشكل هين. وبذلك فقد شمل الأنواع المختلفة من الناس في المجتمع.
استعمال اللغة العامية: ان معظم السرد في القصة في اللغة الفصحى، الا انها لا تخلو من اللغة العامية، فقد استعمل الكاتب اللغة المصرية العامية في العديد من الفقرات الحوارية الموجودة في القصة.
تعدد القصص: في الرواية قصة رئيسية الا وهي قصة الترحيلة – وعزيزة – لكن هناك عدة قصص فرعية في القصة، وذلك يعرض شريحة واسعة من المجتمع ويعرفنا على شخصيات مختلفة من خلال هذه القصص كما ويقارن بينها وبين الشخصية الرئيسية ولو ان ذلك ليس بشكل مباشر. واستعمل الكاتب ذلك ليساعد على تطوير الحدث وتجسيد الجو الريفي الذي يهدف المؤلف إلى تحقيقه.

## أهم الأمور التي تعالجها الرواية
1. الرواية إدانة للنظام الاجتماعي حيث لا حقوق أو ضمانات تؤدي للفلاح الأجير عامل الترحيلة بينما هو في حقيقته عماد هذا المجتمع.
2. الرواية وصف واقعي دقيق لشريحة من المجتمع المصري وهي الترحيلة في علاقتها بأهل التفتيش، وقد أذابت المأساة الفوارق بين الفريقين، فنساءهما معا أصبحن محل شك وريبة.
3. تطرح الرواية رؤية خاصة لمفهوم الخطيئة، هذه الكلمة التي اخترعها الناس بعفوية مطلقة لتعبر عن حقيقة تعيش في حياتنا حتى يومنا هذا.
4. في الرواية تحليل للنوازع البشرية في الشك. كما تتمثل في مسيحة أفندي وشكه في زوجته وابنته، وكما نلاحظ التطفل وحب الاستطلاع والبحث عن الإشباع الجنسي وسيطرته على القلوب الفظة الغليظة عند ابن القمرين وفكرى أفندى.